# IGR J11014-6103
IGR J11014-6103 (dalej IGR J11014) – pulsar położony w gwiazdozbiorze Kila, oddalony o około 30 tysięcy lat świetlnych od Ziemi, powstały po wybuchu supernowej około 15 tysięcy lat temu, z której powstała pozostałość po supernowej SNR MSH 11-16A. IGR J11014 jest najszybszym znanym „uciekającym pulsarem” (runaway pulsar) – w przestrzeni kosmicznej porusza się z prędkością przynajmniej ośmiu milionów kilometrów na godzinę.

## Nazwa
Akronim „IGR” pochodzi od nazwy katalogu INTEGRAL Gamma-Ray source powstałego w wyniku obserwacji teleskopu kosmicznego INTEGRAL, „J11014-6103” to przybliżone koordynaty astronomiczne obiektu.

## Charakterystyka
Niektóre wybuchy supernowych nie są dokładnie symetryczne. W pewnych przypadkach wybuch potrafi być na tyle niesymetryczny, że pozostały po wybuchu pulsar wyrzucony jest z powstałej po wybuchu pozostałości po supernowej z bardzo dużą prędkością. Efekt taki jest znany jako pulsar kick. Dokładny mechanizm powstawania niesymetrycznego wybuchu nie jest jeszcze znany i sugerowane są bardzo różne sposoby jego powstawania.
Do tego rodzaju pulsarów należy IGR J11014, który oddala się z miejsca wybuchu z prędkością wynoszącą ponad osiem milionów kilometrów na godzinę. Żaden z istniejących modeli, próbujących wyjaśniać powstanie pulsar kick, nie jest w stanie wytłumaczyć, w jaki sposób gwiazda mogła otrzymać aż tak gwałtownego „kopniaka”, aby mogła zostać wyrzucona w podróż z taką prędkością.
Przed odkryciem IGR J11014 najszybszym znanym pulsarem był XMMU J172054.5-37265, poruszający się z prędkością szacowaną na przynajmniej 4,8 milionów kilometrów na godzinę.